# Кюстин, Астольф де
Маркиз Астольф Луи Леонор де Кюсти́н (фр. Astolphe-Louis-Léonor, marquis de Custine; 18 марта 1790, Нидервиллер, Франция — 25 сентября 1857, Париж, Франция) — французский писатель, путешественник. Приобрёл мировую известность изданием своих записок о России, которую он посетил в 1839 году.

## Биография
Родился в Лотарингии. Его дед Адам де Кюстин (генерал, командовавший рейнской армией в 1792 году) и отец погибли на гильотине во время якобинского террора. Воспитанием занималась мать Дельфина де Кюстин (урождённая де Сабран). Отчасти под влиянием матери (в тяжелый период своей жизни продемонстрировавшей замечательную стойкость характера и способность к самопожертвованию) у молодого Кюстина рано появилось влечение к путешествиям.
Путешествия: в 1811—1822 годах — Швейцария, Англия, Шотландия и Калабрия. Позднее — Испания. В 1814 году в качестве помощника Талейрана участвовал в Венском конгрессе, о котором составил служебный мемуар. В 1821 году Астольф де Кюстин женился и у него родился сын. Однако в 1823 году его жена умерла, а вскоре умер и его сын. После этого Кюстин стал очень религиозен, отражение чего можно видеть в его творчестве.
28 октября 1824 года Кюстин был найден без сознания, избитый, ограбленный и раздетый в грязи возле Парижа. Распространилось мнение, что Кюстин, имевший бисексуальные склонности, назначил на дороге в парижский пригород Сен-Дени свидание некоему молодому солдату, и товарищи солдата избили и ограбили Кюстина. После этого положение Кюстина в парижском обществе пошатнулось. Его принимали далеко не везде, а где принимали, часто насмехались над ним, но интеллектуальная и художественная элита его не отвергла: у Кюстина сохранялись прекрасные отношения — с Гёте (у которого он несколько месяцев жил), с Теофилем Готье, Стендалем, Шатобрианом, Шопеном, Бальзаком. В 1835 году Кюстина приглашал к себе на службу князь Меттерних.
Написал несколько историко-публицистических трудов, издал описание своих путешествий по Англии, Шотландии, Швейцарии, Италии (1811—1822), Испании (1833) и России (1839).
В 1839 году этот убеждённый монархист и мастер дорожного очерка посетил Россию. Записки о России увидели свет в Париже в 1843 году, в двух томах; при жизни автора было ещё несколько изданий с незначительной правкой. Рассказы Кюстина о нравах высшего русского общества вызвали в России противоречивую, в основном отрицательную реакцию. В. А. Жуковский даже назвал Кюстина собакой. В книге показано восприятие России как страны «варваров» и рабов, всеобщего страха и «бюрократической тирании», книга вызвала поток официозных опровержений. Отношение к ней русской интеллигенции было разноречивым.
По его собственному признанию, он «ехал в Россию искать доводов против республики», а вернулся, если не республиканцем, то уж во всяком случае убеждённым противником абсолютизма, который довёл до катастрофы Францию и может погубить Россию. Книга содержит весьма нелестные отзывы лично об императоре Николае I, которым он был принят, о русских порядках, нравах и другом. Кюстин ярко отметил отрицательные явления русской жизни, дал точные характеристики многим деятелям того времени, проанализировал историческую судьбу государства и представил в своей книге множество оправдавшихся прогнозов о будущем страны и её взаимоотношениях с европейскими державами. Во Франции главная книга Кюстина считается не столько «обличительным» памфлетом на конкретный режим, сколько глубокой социально-философской работой о государственном строе — в одном ряду с книгой Токвиля «Демократия в Америке».
Первое издание, состоящее из 4 томов и более 1200 страниц, вышло в Париже в 1843 году и сразу же стало бестселлером: хотя по тем временам цена за книгу была очень высока (30 франков), весь тираж сразу же был распродан. До 1855 года во Франции книга переиздавалась ещё 3 раза, но спрос на неё был так велик, что параллельно в Бельгии были изданы и распроданы ещё 4 нелицензионных тиража на французском языке. В Германии и Англии переводы вышли в 1843 году, отдельный перевод содержало и издание в США в 1855 году.
В России книга сразу же попала под запрет, хотя и контрабандно провезённые экземпляры читались российской аристократией в оригинале на французском языке. А. И. Герцен назвал её «самой занимательной и умной книгой, написанной о России иностранцем», но признавал, что в ней "Есть ошибки. Много поверхностного..." . По его словам, эта книга была очень популярна в России («сочинение Кюстина побывало во всех руках»). Он говорил о русской аристократии, знавшей французский язык, а не о широкой общественности.
Только в 1891 году российский читатель получил возможность прочесть на русском языке отдельные отрывки из запрещенной книги, опубликованные в журнале «Русская старина».
Книга Кюстина вызвала в Европе и в России большой общественный резонанс и в ответ российские власти развернули специальную кампанию контрпропаганды. По поручению жандармского ведомства несколько современных Кюстину русских авторов опубликовали во Франции критические отзывы на его книгу. Среди них можно назвать «Un mot sur l’ouvrage de M. de Custine, intitulé: La Russie en 1839» Ксаверия Лабенского и «Examen de l’ouvrage de M. le marquis de Custine intitulé „La Russie en 1839“» Николая Греча, но эти отзывы предназначались только для европейцев и русскому читателю оставались также неизвестными, как и сама книга, вызвавшая столь громкий резонанс в остальном мире: в первые же годы — переводы на все европейские языки и 5 прижизненных переизданий по-французски. Однако книга, несмотря на строгий запрет ввоза её в Россию, все же не осталась незамеченной среди русского литературного сообщества: как говорится в одной из статей, «вся (или почти вся) сочинительствующая Россия возмутилась: от эпиграммиста Вяземского до героя эпиграмм Греча, от Филиппа Филипповича Вигеля, немца и русского патриота, до Федора Ивановича Тютчева».

Когда солнце гласности взойдет, наконец, над Россией, оно осветит столько несправедливостей, столько чудовищных жестокостей, что весь мир содрогнется. Впрочем, содрогнется он не сильно, ибо таков удел правды на земле. Когда народам необходимо знать истину, они её не ведают, а когда, наконец, истина до них доходит, она никого уже не интересует, ибо злоупотребления поверженного режима вызывают к себе равнодушное отношение.

## Книги
- Olivier («Оливье») — 1826
- Aloys ou le Religieux du mont Saint-Bernard («Алоис, или священник с горы Сен-Бернар») — 1829
- Mémoires et voyages, ou lettres écrits à diverses époques, pendant des courses en Suisse, en Calabre, en Angleterre et en Écosse («Мемуары и путешествия, или письма, написанные в разные времена, во время поездок в Швейцарию, Калабрию, Англию и Шотландию») Paris, 1830
- Béatrix Cenci (пьеса «Беатриче Ченчи») — 1833
- Le Monde comme il est («Свет как он есть») — 1835
- L’Espagne sous Ferdinand VII («Испания при Фердинанде VII») — 1838
- La Russie en 1839 («Россия в 1839 году») — 1843
- Romuald ou la Vocation («Ромуальд, или Призвание») — 1848
- Lettres à Varnhagen d’Ense et Rachel Varnhagen d’Ense («Письма к Фарнхагену фон Энзе и к Рахель Фарнхаген») — 1870

### Русские издания «La Russie en 1839»
И в царской, и в советской России с полным текстом книги Кюстина русский читатель мог ознакомиться только по французским оригиналам, нелегально ввезённым в страну. Несколько отрывков из записок Кюстина (неполные описания почтового тракта Петербург-Москва, Нижегородской ярмарки и другие) были переведены в «Русской старине» (1890—1891). После революции 1905 года и ослабления цензуры московскому историку В. В. Нечаеву удалось в 1910 году издать за свой счёт краткий пересказ труда маркиза под названием: «ЗАПИСКИ О РОССИИ французского путешественника Маркиза де КЮСТИНА, изложенные и прокомментированные В. НЕЧАЕВЫМ»
В СССР почти в 3 раза сокращённый текст, в котором практически остались только выпады в адрес Николая I и русского высшего света, с грубыми неточностями в переводе под названием «Николаевская Россия» был издан в 1930 году издательством политкаторжан. В предисловии разъяснялось, что купюры вызваны тем, что якобы «в книге Кюстина заключено много излишних семейных и автобиографических подробностей, чрезвычайно ча́сты повторения, встречаются обширные и не всегда идущие к делу исторические экскурсы, и … книга Кюстина перегружена философскими размышлениями»). Этот текст переиздавался в 1990 г. издательством «Терра (издательство)». В том же 1990 году СП «Интерпринт» тиражом 400 000 экз. издало факсимиле брошюры В. В. Нечаева. В 2007 году в издательстве «Захаров» вышло переиздание текста 1930 года.
Первый полный перевод на русский язык обоих томов под авторским названием «Россия в 1839 году», с обширными комментариями В. Мильчиной и А. Осповата, разъясняющими культурно-исторические, литературные и политические реалии, был издан в 1996 году издательством им. Сабашниковых (ISBN 5-8242-0045-9). Также этот перевод был переиздан в 2000, 2003, 2006 и 2008 годах, в 2009 вышла аудиокнига.
Сравнение полного перевода с изданием 1930 года показывает, что из оригинального текста были выброшены все приводимые автором иллюстрации генерального тезиса его книги — о пагубности режима единоличной власти и чрезмерной централизации бюрократического аппарата для управления столь обширной территорией, как Россия. Не вошли в издание политкаторжан и прогнозы Кюстина (если не изменится образ правления) — о неизбежности грядущей революции и о её движущих силах. Не нашлось места и его соображениям о геополитической роли России, которую она, по мнению автора, могла бы играть в будущем, не входя в конфликты с мировыми державами. Также были пропущены почти все наблюдения автора о рабском положении и нищенском существовании большинства народа России, и все его многочисленные возмущения по поводу варварских, по мнению автора, планов Николая I о сносе исторических памятников и, на их месте, — уродливому новому строительству в Санкт-Петербурге и особенно — в Москве. И, что совсем уж необъяснимо для издательства бывших политкаторжан, так пострадавших при самодержавии: от пространных и прочувствованных описаний Астольфом де Кюстином бедствий сосланных декабристов и страданий их семей, жестокостей царских тюремщиков и возмутительных порядков, царящих в российской полиции, в их переводе было оставлено только несколько абзацев.

## Цитаты
- «Россия — страна совершенно бесполезных формальностей».
- «Каждый старается замаскировать пред глазами властелина плохое и выставить напоказ хорошее».
- «Богатые здесь не сограждане бедных».
- «…изо всех европейских городов Москва — самое широкое поле деятельности для великосветского развратника. Русское правительство прекрасно понимает, что при самодержавной власти необходима отдушина для бунта в какой-либо области, и, разумеется, предпочитает бунт в моральной сфере, нежели политические беспорядки. Вот в чем секрет распущенности одних и попустительства других».
- «Недобросовестность печально отражается на всем и в особенности на коммерческих делах».
- «…нерасположение к суду кажется мне верным признаком несправедливости судей».
- «…в армии — невероятное зверство…»
- «Полиция, столь проворная, когда нужно мучить людей, отнюдь не спешит, когда обращаются к ней за помощью».
- «Обилие ничтожных, совершенно излишних мер … делает необходимым наличие бесконечного множества всякого рода чиновников».
- «…армия чиновников, эта сущая язва России. Эти господа образуют нечто вроде дворянства…».
- «Россией управляет класс чиновников… и управляет часто наперекор воле монарха… самодержец всероссийский часто замечает, что он вовсе не так всесилен, как говорят, и с удивлением, в котором он боится сам себе признаться, видит, что власть его имеет предел. Этот предел положен ему бюрократией…».
- «В России монарх может быть любим народом, даже если он недорого ценит человеческую жизнь».
- «В [Петропавловской] крепости погребают императоров и содержат государственных преступников — странный способ чтить мертвецов!»
- «В России всякий правитель — бог, всякая монархиня — Армида и Клеопатра».
- «В России единственный дозволенный шум суть крики восхищения».

## Сочинения
- Кюстин А. де Россия в 1839 году: В 2 т. Т. I / Пер. с фр. В. А. Мильчиной и И. К. Стаф; под ред. В. А. Мильчиной; коммент. В. А. Мильчиной и А. Л. Осповата. — М.: Издательство имени Сабашниковых, 1996. — 528 с. — (Записи Прошлого). ISBN 5-8242-0045-9